# Улица Глинки (Пушкин)
Улица Гли́нки — улица в городе Пушкине (Пушкинский район Санкт-Петербурга). Проходит от Софийского бульвара до Железнодорожной улицы по бывшей немецкой Фридентальской колонии.

## История

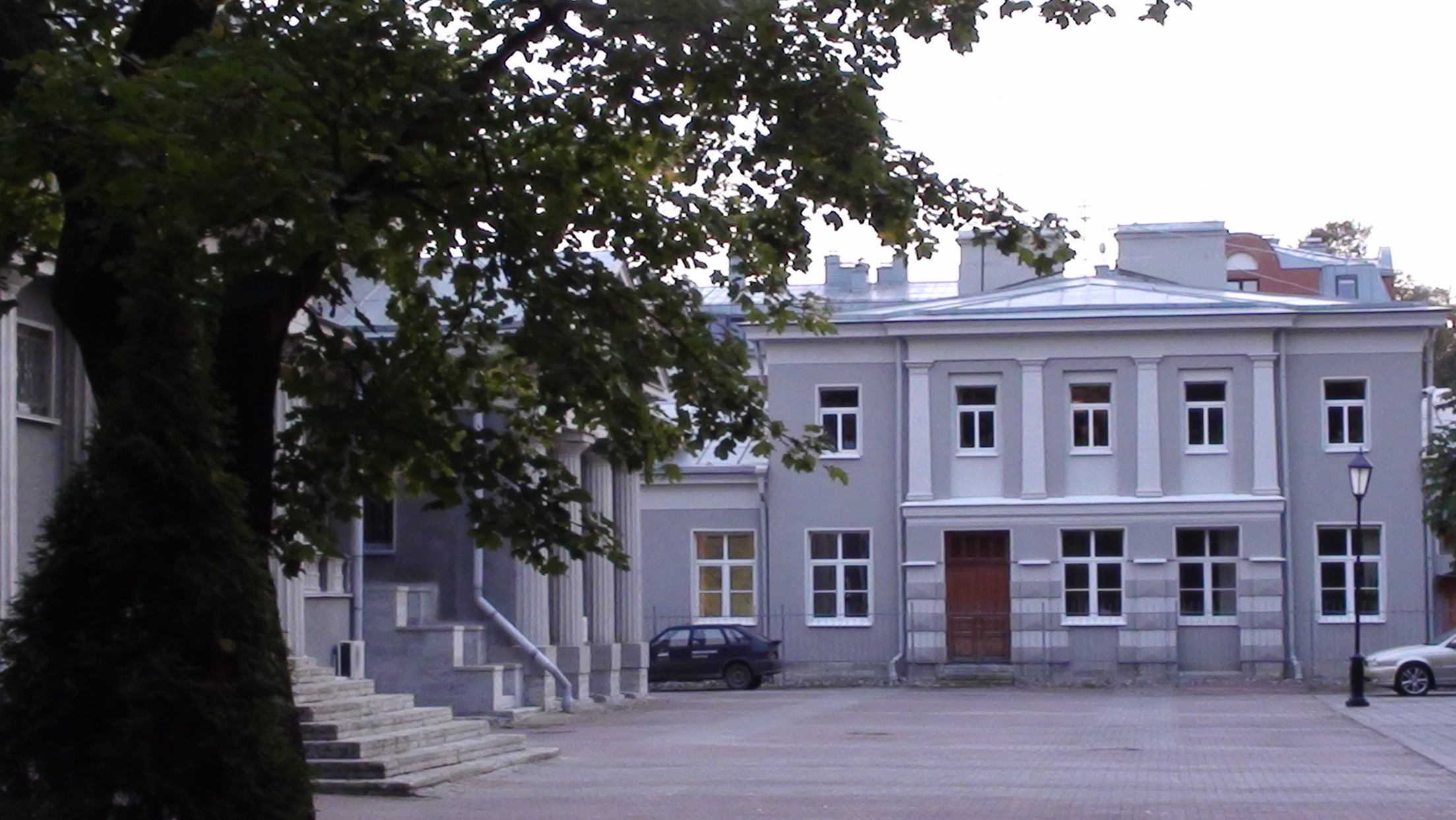
Усадьба Соболевых, здание служб

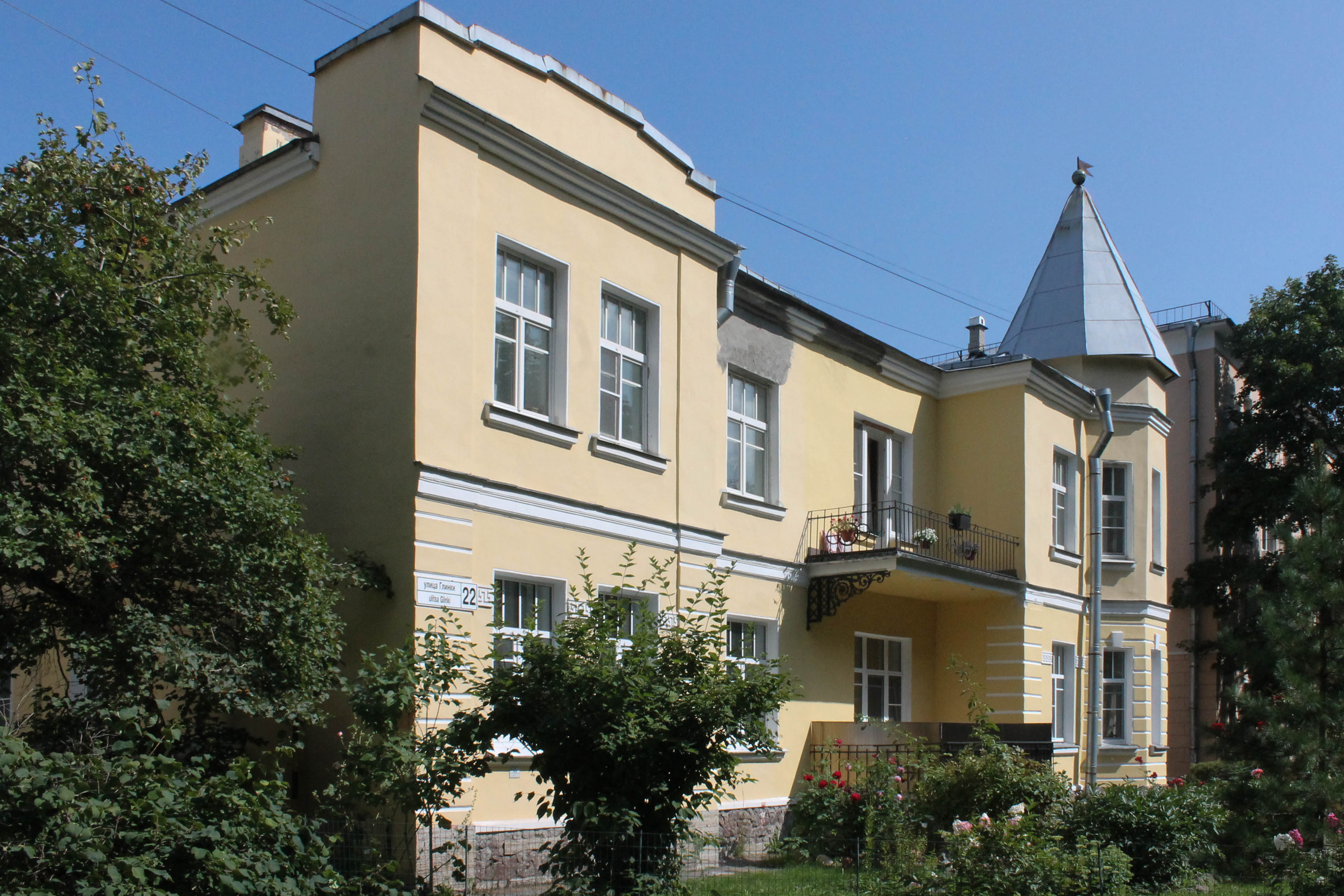
Дом Мейер

Первоначально называлась Пешковской улицей. Такой топоним впервые упомянут в Царском Селе в 1911 году. В нём было увековечено имя генерал-майора Ф. Н. Пешкова, первого почётного гражданина Царского Села, начальника Царскосельского дворцового правления в 1906—1910 годах.
23 апреля 1923 года Пешковскую переименовали в улицу Глинки — в честь русского архитектора Василия Алексеевича Глинки, автора проекта расположенных поблизости Московских ворот (стоят в начале Московского шоссе у перекрестка с Софийским бульваром).
Улица Глинки односторонняя — от Железнодорожной улицы к Софийскому бульвару.

## Достопримечательности
- Дом № 3-5 — усадьба Соболевых (жилой дом и флигель), построена в 1914—1915 годах. В 2022 году усадьбе был присвоен статус объекта культурного наследия регионального значения[2].
- дома № 22 и 24 — дом Мейер (главный дом и жилой флигель), построенный в 1910-х годах ( памятник архитектуры (вновь выявленный объект)[3])
- дом № 30 — дом А. В. Мундингера (также известный как особняк А. К. Гольма), построенный в 1910-х годах ( памятник архитектуры (вновь выявленный объект)[3])

## Перекрёстки
- Софийский бульвар
- улица Чистякова
- Железнодорожная улица